# Phyllachora chusqueae
Phyllachora chusqueae är en svampart som beskrevs av Henn. & Lindau 1897. Phyllachora chusqueae ingår i släktet Phyllachora och familjen Phyllachoraceae.   Inga underarter finns listade i Catalogue of Life.